# Молин, Густав
Густав Молин (швед. Gustav Molin; род. 21 октября 2002, Сундсвалль) — шведский футболист, вратарь клуба «Сундсвалль».

## Клубная карьера
Начинал заниматься футболом в «Альнё». Летом 2017 года дважды попадал в заявку основной команды на матчи четвёртого дивизиона, но участия в играх не принимал. Перед началом сезона 2018 года перешёл в молодёжную команду «Сундсвалля». С 2020 года начал привлекаться к тренировкам с основной командой. 11 октября того же года впервые попал в заявку команды на матч Суперэттана с «Вестеросом», но провёл всю встречу в запасе. В мае 2021 года подписал с клубом первый профессиональный контракт, рассчитанный на два года. 25 апреля 2022 года дебютировал в чемпионате Швеции, заменив на 29-й минуте получившего травму Андреаса Андерссона.

## Клубная статистика
| Выступление      | Выступление      | Выступление      | Лига | Лига | Кубки | Кубки | Конт. кубки | Конт. кубки | Итого | Итого |
| Клуб             | Лига             | Сезон            | Игры | Голы | Игры  | Голы  | Игры        | Голы        | Игры  | Голы  |
| ---------------- | ---------------- | ---------------- | ---- | ---- | ----- | ----- | ----------- | ----------- | ----- | ----- |
| Сундсвалль       | Алльсвенскан     | 2022             | 4    | -13  | 0     | 0     | 0           | 0           | 4     | -13   |
| Сундсвалль       | Итого            | Итого            | 4    | -13  | 0     | 0     | 0           | 0           | 4     | -13   |
| Всего за карьеру | Всего за карьеру | Всего за карьеру | 4    | -13  | 0     | 0     | 0           | 0           | 4     | -13   |